# Eschatoceras bipunctatus
Eschatoceras bipunctatus är en insektsart som först beskrevs av Bolívar, I. 1884.  Eschatoceras bipunctatus ingår i släktet Eschatoceras och familjen vårtbitare. Inga underarter finns listade i Catalogue of Life.